# 故乡 (政党)
故乡（Ata-Zhurt或Ata-Jurt），吉尔吉斯斯坦政党，支持者主要在南部，领袖是坎奇别克·塔希耶夫。前总统库尔曼别克·巴基耶夫是该党的支持对象。
2000年巴基耶夫被推翻后，祖国党仍在议会选举中获得8.89%选票和28个议席，成为第一大党。该党议员阿赫马特别克·克尔迪别科夫出任议长。